# Retable de San Barnaba
Le Retable de San Barnaba est une peinture a tempera sur panneau de bois (268 × 280 cm) réalisée par  Sandro Botticelli, datable de 1487 et conservée au musée des Offices à Florence.

## Histoire
Le tableau est mentionné pour la première fois en 1510 par Albertini, qui se souvient l'avoir vu sur le maître-autel de l'église San Barnaba à Florence. Il a probablement été commandé par l'Arte dei Medici e Speziali qui avait le patronage de l'église. En 1717, l'œuvre est déplacée vers le mur du fond et « modernisée » par Giovanni Vernaccini avec l'ajout d'une cuspide baroque tardive qui montre la continuation de la voûte et du baldaquin.
Les restaurations au fil du temps n'ont pas toujours eu des effets positifs, par exemple dans l'une datant peut-être du XIXe siècle, le manteau vert de sainte Catherine d'Alexandrie a été peint à l'huile, gâchant sa plasticité et rendant la figure beaucoup plus maladroite. En 1919, le tableau est placé aux Offices et les repeints du XVIIIe siècle sont supprimés.
Il existe une version de la Vierge à l'Enfant seule au palais Panciatichi Ximenes, aujourd'hui à Londres dans la collection Carmichael.

## Description et style

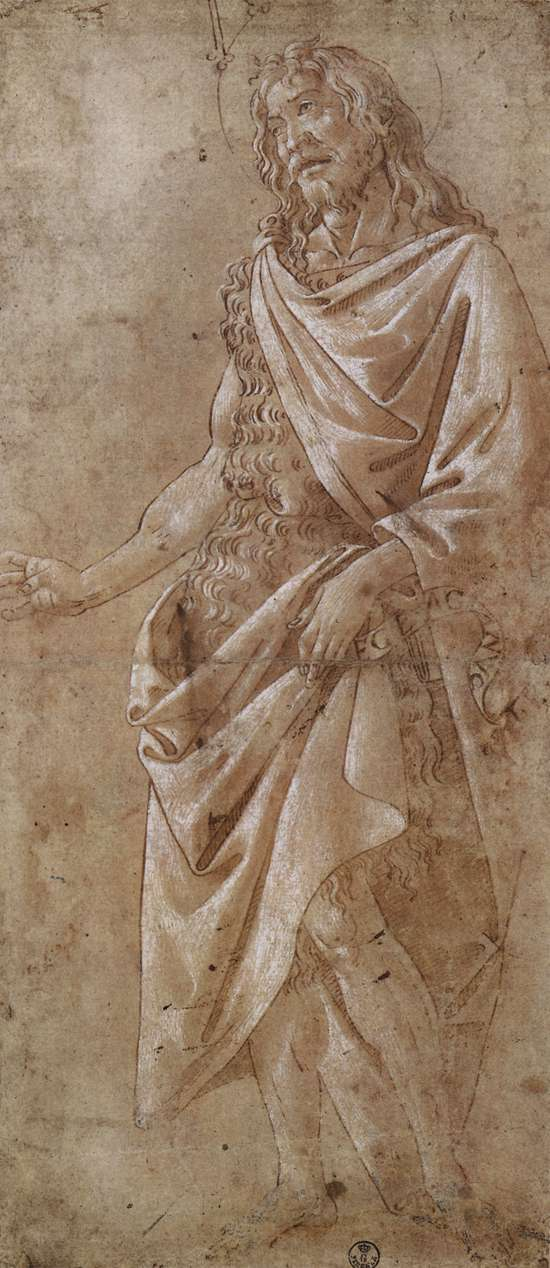
Dessin préparatoire pour Jean Baptiste.

La Conversation sacrée se déroule autour du trône de marbre en hauteur de la Vierge à l'Enfant, sur lequel se trouve une coquille, symbole de Marie, la nouvelle Vénus, et un baldaquin aux pans écartés par deux anges. Deux autres anges les encadrent dans un jeu de rythmes et de symétries, et montrent à l'Enfant les symboles de la Passion, tels que la couronne d'épines et les trois clous de la croix. Marie présente une image douce et affectueuse, légèrement allongée et élancée comme dans La Madone Bardi, avec des traits nets qui lui donnent une touche ascétique, dans laquelle les signes de la crise mystique qui a progressivement frappé l'artiste, après l'arrivée de Savonarole, dans la ville sont visibles. Il existe une tension subtile dans les personnages, qui a été davantage mise en évidence dans les œuvres ultérieures : la plasticité des figures est plus marquée, l'utilisation du contraste et l'expressivité sont accentuées.
Dans le bas, sur un sol aux dalles de marbre finement raccourcies en perspective, se trouvent six saints répartis en deux groupes de trois. De gauche à droite, se trouvent sainte Catherine d'Alexandrie, avec la roue dentée avec laquelle elle a subi la torture avant sa décapitation, saint Augustin qui écrit ses Confessions, saint Barnabé tenant le rameau d'olivier avec lequel il pacifia les premiers apôtres et l'évangile de saint Matthieu, saint Jean Baptiste, saint Ignace d'Antioche reconnaissable au cœur dans sa main qui lui a été extrait par ses tortionnaires, qui ont trouvé à l'intérieur le nom du Christ écrit en lettres d'or, et saint Michel Archange. La figure décharnée du Baptiste et la beauté juvénile idéale de saint Michel en armure se distinguent par leur originalité. Dans le Cabinet des dessins et des estampes des Offices, il existe une étude de la figure de saint Jean où le corps et la posture sont identiques, tandis que la tête, barbue et à l'inclinaison différente, est celle d'un homme plus mûr.
L'architecture de fond fait écho à la somptuosité du classicisme romain, que l'artiste avait eu l'occasion d'admirer lors de son séjour à Rome en 1480-1482, mais aussi aux œuvres florentines comme la chapelle des Pazzi de Brunelleschi. Elle est constituée par une niche avec une base rectangulaire couverte par une voûte en berceau en forme de coquille Saint-Jacques, avec une grande corniche dans laquelle court également une frise avec des bas-reliefs dorés et deux tondi d'une Annonciation d'encadrement sur les côtés du trône représentant l'Ange annonciateur et la Vierge de l'Annonciation. L'alliance de la concision et de la majesté annonce l'art du XVIe siècle et compte parmi les meilleurs résultats du genre produits par le peintre.
La plus ancienne inscription en italien sur un tableau figure sur le trône de la Vierge, tirée du cantique XXXIII du Paradis de Dante (« Vierge mère et fille de ton fils », premiers vers de la prière prononcée par Bernard de Clairvaux en 33,1), qui montre un intérêt pour le poète florentin qui a culminé plus tard avec les illustrations de la Divine Comédie commentées par Cristoforo Landino.

### Prédelle
Le retable comporte également une prédelle avec des scènes de la vie des saints représentés dans le retable et une Pietà. Sur les sept panneaux d'origine, séparés du panneau principal en 1717, seuls quatre ont été remontés et sont visibles aujourd'hui :
- Vision de Saint Augustin avec l'enfant, 20 × 38 cm
- Christ en homme de douleurs, 21 × 41 cm
- Salomé avec la tête du Baptiste, 21 × 40,5 cm
- Extraction du cœur de saint Ignace, 21 × 40,5 cm

La Vision de saint Augustin montre le saint rencontrant un enfant sur une plage qui retire l'eau de la mer avec un coquillage ; selon La Légende dorée[réf. nécessaire], lorsque le saint lui a demandé le but de ce qu'il faisait, l'enfant a répondu que, tout comme l'esprit humain essaie de comprendre le mystère de la nature de Dieu, c'est-à-dire de la Trinité (thème auquel le saint consacrait ses écrits à cette période), il était également inutile et désespéré d'essayer de retirer toute l'eau de la mer avec un coquillage.
L'iconographie de la Pietà avec le Christ s'élevant du tombeau découvert est traditionnellement située dans un paysage doux et riche en espèces végétales ; à l'arrière-plan, deux personnages rappellent le Chemin de croix. 
Salomé avec la tête du Baptiste est aussi une iconographie traditionnelle et montre la jeune femme qui, sortant des prisons, apporte la tête du saint décapité à son père ; l'isolement de la figure principale, contrastant avec un mur de briques rouges, est novateur, ce qui n'empêche pas, cependant, à droite de laisser une ouverture pour le paysage.
L'iconographie de l'Extraction du cœur de saint Ignace, sur fond sombre, est plus rare et a été identifiée pour la première fois par Herbert Horne. Selon la légende du saint, après sa mort, il a extrait son cœur, découvrant ainsi que le nom du Christ qui avait prédit le martyre inscrit en lettres d'or. La scène montre le saint évêque sur la bière recouverte d'un tissu rayé, la poitrine ouverte et deux hommes vêtus à l'ancienne qui, avec un couteau, ont coupé le cœur pour l'examiner.

Panneaux de la prédelle du retable de San Barnaba.
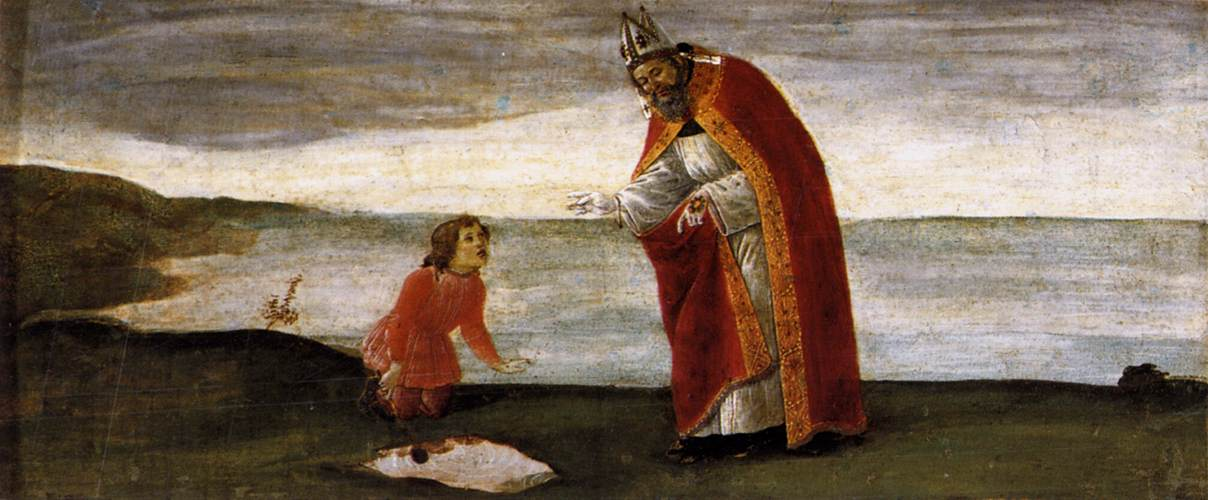
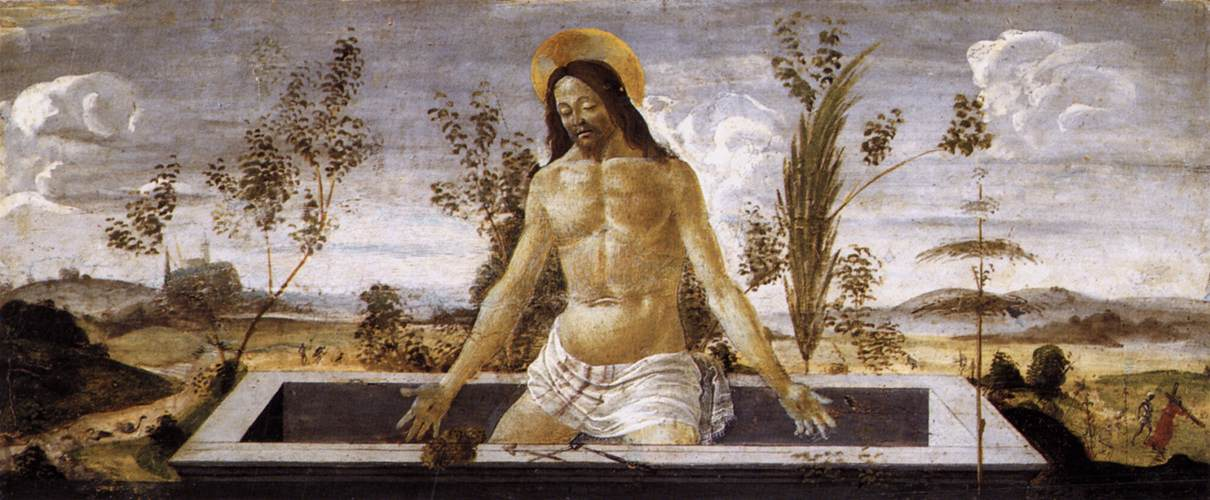
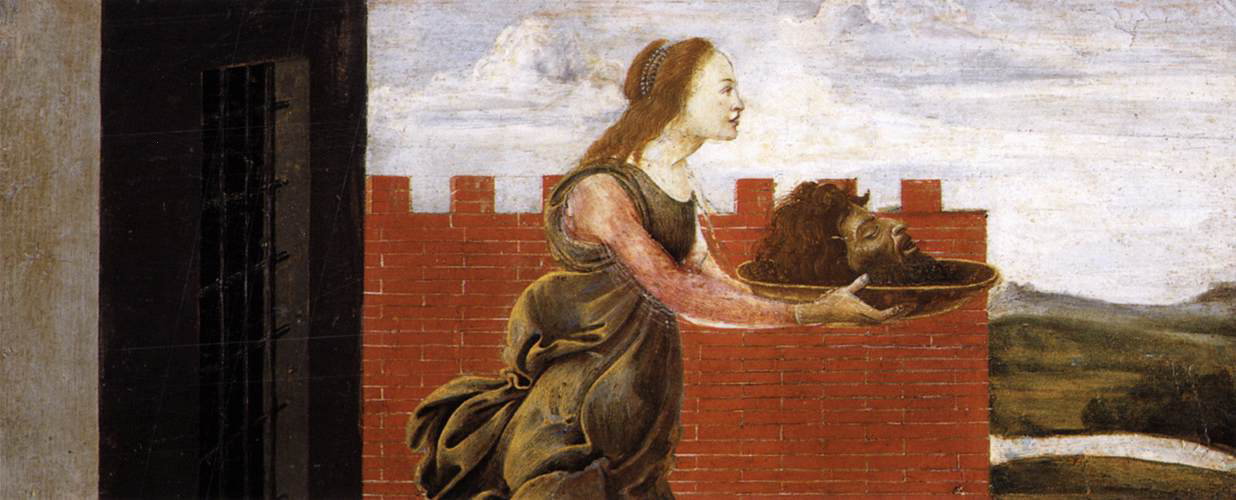
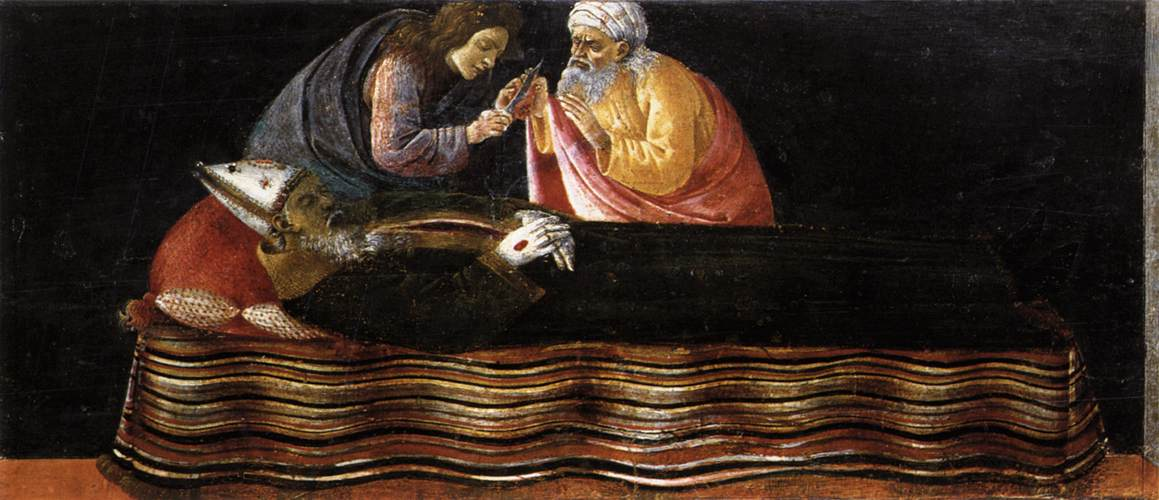

## Analyse
Le retable reprend le schéma des Saintes Conversations ; l'architecture glorificatrice fonctionne comme support d'iconographie secondaire, avec l'Annonciation d'encadrement en deux tondi, la coquille Saint-Jacques et l'inscription « dantesque » du trône. L'originalité de Botticelli se marque surtout chez les personnages : outre leur expression et leur « gestuelle » en elles-mêmes étranges, leur disposition vise à rompre le statisme d'une symétrie presque obligatoire et affichée ; les quatre anges et les six saints sont également répartis mais inégalement disposé et agités. Botticelli raffine ici les acquis de l'époque : sur la tonalité dorée de l'ensemble, la chaleur du rouge vibre en surfaces inégales mais soigneusement équilibrées et, au centre, le bleu instaure une aire de calme. Malgré les ombres et la lumière orientée, l'atmosphère est raréfiée ; le retable demeure lieu sacré et Botticelli contribue à formuler les réticences florentines aux mutations de Léonard de Vinci.